# Collabtive
Collabtive est un logiciel gratuit et libre de gestion de projet en ligne sur serveur distant.

## Description
L'application constitue une alternative open source (licence GPL) à des logiciels propriétaires comme Asana.
L'outil s'adresse aux petites et moyennes entreprises ainsi qu'aux freelances.

## Développement
Collabtive est écrit en PHP5 et JavaScript.

## Prérequis

### Serveur
- PHP 5.4 ou supérieur
- MySQL 4.1/5.x ou SQLite

### Client
- Navigateur récent supportant JS / DOM (testé sur Firefox, Internet Explorer, Google Chrome, Safari)
- Cookies activés